# Sinastria

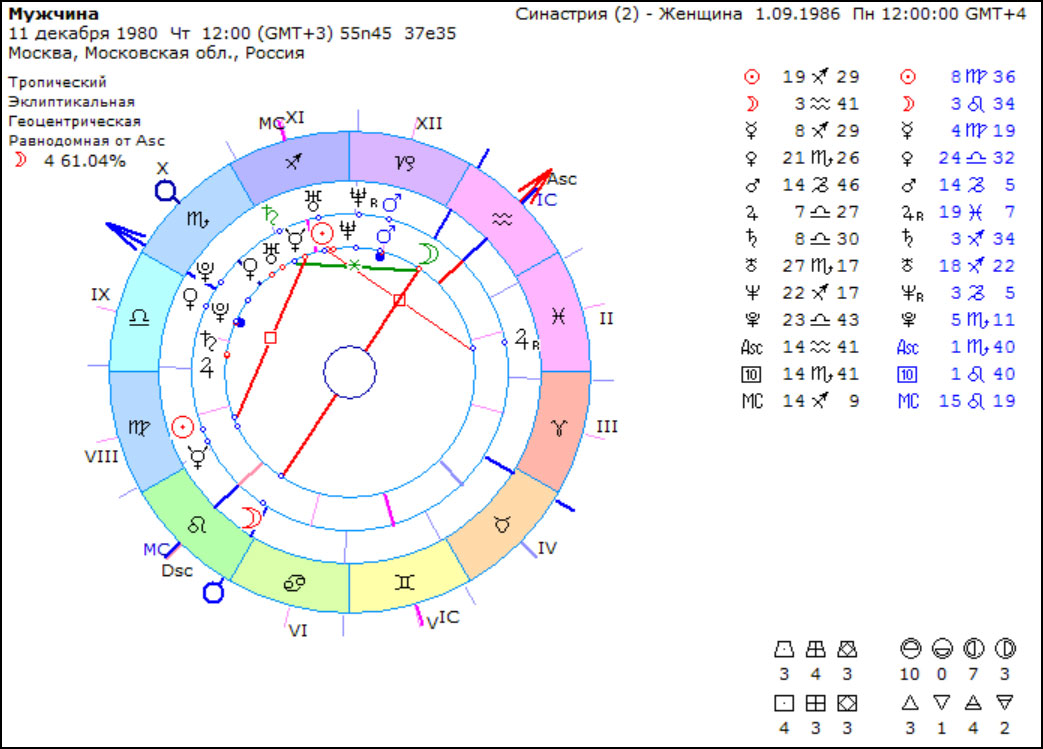
Diagramma di confronto del tema natale di due persone, una col Sole in Sagittario, l'altra nella Vergine

La sinastria è uno dei due metodi generalmente utilizzati in astrologia per studiare la relazione tra due persone, l'altro essendo il tema composito.
La sinastria è una tecnica di comparazione dei due temi natali considerati. Si analizzano dunque tanto gli interaspetti tra i diversi pianeti (congiunzione, sestile, trigono, quadratura, quinconce e opposizione) che la posizione rispettiva dei pianeti di una persona nelle case del tema natale dell'altra persona. Lo scopo è di capire come interagiranno i campi energetici delle due persone.
Vengono considerati inoltre gli interaspetti più generali; in altre parole l'armonia o la disarmonia fra i vari pianeti e luminari, in particolar modo il Sole, la Luna, Venere e Marte, Venere/Luna e Sole/Marte. Una particolare importanza è data agli interaspetti ripetuti due volte (es. Sole di A congiunto a Marte di B e Marte di A trigono a Sole di B), ossia a quelle che sono definite "doppie enfasi".
Di grandissimo rilievo sono gli aspetti dei pianeti lenti (Giove, Saturno, Urano, Nettuno e Plutone) di un soggetto su quelli personali dell'altro (Sole, Luna, Mercurio, Venere e Marte) e viceversa; l'analisi di queste configurazioni planetarie va oltre la lettura dei rapporti tra Sole Luna, Venere e Marte legate all'incontro e all'attrazione sessuale e danno una visione molto più profonda delle reali dinamiche del rapporto di coppia. La Sinastria tra due persone può essere calcolata anche online mediante software automatico  , l'interpretazione dei risultati calcolati è invece da affidare a esperti del settore. Per il calcolo della Sinastria è importante anche la domificazione che si sceglie. Solitamente le più utilizzate sono il Sistema Placidiano, il Sistema di Koch, il Sistema Regiomontano, il Sistema delle Case Uguali di Huber, il Sistema di J. Vehlow etc..
In sinastria è opportuno considerare gli aspetti dei pianeti con tolleranze molto più strette che non nel tema natale:
5 gradi per congiunzione;
5 gradi per opposizione;
4 gradi il trigono;
3 gradi la quadratura;
2 gradi il sestile;
2 gradi il quinconce.
Per gli aspetti fra i punti cardinali (ASC, DISC, MC, FC) l'orbita di tolleranza è di 5 gradi.
L'analisi complessiva, che dovrebbe essere svolta solo dopo aver studiato le capacità individuali di relazione di ambedue i soggetti considerati, dovrebbe permettere di capire quali sono i fattori principali della relazione (equilibrio, stimolo, sicurezza, etc.).